# Кезарт
Кезарт (кирг. Кезарт) — село в Аксыйском районе Джалал-Абадской области Кыргызстана. Входит в состав Кара-Сууского айылного аймака.

## География
Село расположено в центральной части области, к востоку от реки Кара-Суу, на расстоянии приблизительно 32 километров (по прямой) к северо-востоку от города Кербен, административного центра района. Абсолютная высота — 1236 метров над уровнем моря.

## Население
Согласно оценочным данным Национального статистического комитета Кыргызской Республики, численность населения села на начало 2023 года составляла 746 человек.
| год     | 2009 | 2014 | 2015 | 2020 | 2021 | 2023 |
| ------- | ---- | ---- | ---- | ---- | ---- | ---- |
| человек | 650  | 816  | 836  | 894  | 934  | 746  |